# Oriente (Comarca)
Die Comarca Oriente („Osten“, spanisch Comarca de Oriente, asturisch comarca d’Oriente) ist eine von acht Comarcas (Verwaltungseinheit) der Autonomen Region Asturien. Verwaltungssitz der Comarca ist Llanes. Zur Comarca gehören folgende 14 Concejos:

## Gemeinden
| Gemeinde         | Einwohner (2024) | Fläche km² | Dichte Einw./km² | Cod INE | Postleitzahl |
| ---------------- | ---------------- | ---------- | ---------------- | ------- | ------------ |
| Amieva           | 603              | 113,90     | 5                | 33003   | 33556–33558  |
| Cabrales         | 1.908            | 238,29     | 8                | 33008   | 33556        |
| Cangas de Onís   | 6.316            | 212,75     | 30               | 33012   | 33547–33559  |
| Caravia          | 492              | 13,36      | 37               | 33013   | 33344        |
| Colunga          | 3.148            | 97,57      | 32               | 33019   | 33320–33340  |
| Llanes           | 13.549           | 263,59     | 51               | 33036   | 33500        |
| Onís             | 732              | 75,42      | 10               | 33043   | 33556        |
| Parres           | 5.152            | 126,08     | 41               | 33045   | 33540        |
| Peñamellera Alta | 518              | 92,19      | 6                | 33046   | 33578        |
| Peñamellera Baja | 1.188            | 83,85      | 14               | 33047   | 33570        |
| Piloña           | 6.753            | 283,89     | 24               | 33049   | 33530        |
| Ponga            | 576              | 205,98     | 3                | 33050   | 33557        |
| Ribadedeva       | 1.693            | 35,66      | 47               | 33055   | 33590        |
| Ribadesella      | 5.552            | 84,37      | 66               | 33056   | 33560        |
| Comarca Oriente  | 48.180           | 1.926,90   | 25               | –       | –            |

1. ↑  Instituto Nacional de Estadística Municipal Register of Spain